# Jah (królowa)
Jah – żona Intefa III z XI dynastii. Z Intefem III miała syna Mentuhotepa II, następcę tronu, i córkę Neferu II, która była żoną swego brata.